# Præterm fødsel
 Denne artikel bør gennemlæses af en person med fagkendskab for at sikre den faglige korrekthed.

Præterm fødsel defineres som en fødsel ved mindre end 37 ugers graviditet. Prævalsensen har gennem mange år ligget på ca. 5-6% af alle fødsler. Præterm fødsel kan være spontan det vil sige enten: idiopatisk eller kompliceret. Præterm fødsel er den største årsag til perinatal mortalitet og -morbiditet (bortset fra malfunktioner).